# The Next Web
The Next Web (TNW) é um site e uma série anual de conferências focadas em novas tecnologias e empresas iniciantes na Europa. A empresa Next Web foi criada em 2006 pelos co-fundadores Boris Veldhuijzen van Zanten e Patrick de Laive em Amsterdã, na Holanda, e um site de notícias de tecnologia com o mesmo nome foi iniciado em 2009. Os relatórios da TNW foram obtidos por Wired, Mashable e Huffington Post, entre outros.
Em 5 de março de 2019, o The Financial Times comprou uma participação majoritária na TNW.

## Local na rede Internet
TheNextWeb.com relata e apresenta artigos de opinião sobre negócios de notícias sobre tecnologia, análise de novas empresas de tecnologia, aplicativos, produtos, tendências emergentes da Internet, cultura e tópicos de marketing.[carece de fontes?]De acordo com De Laive, o TheNextWeb.com demorou um ano para atingir 100.000 visitantes mensais e, em junho de 2016, o TNW.com recebe de 8 a 10 milhões de visitantes mensais.

## Conferências
Entre os palestrantes das conferências The Next Web estão Gary Vaynerchuk, o príncipe Constantijn da Holanda e Robert Cailliau.
Em 2017, a conferência de Amsterdã do The Next Web foi criticada por fazer declarações enganosas e por ter uma falta de transparência sobre o pagamento de apresentadores por aparições em palestras e por ter uma lacuna de gênero no número de apresentadores masculinos e femininos e uma lacuna de remuneração de gênero em sua remuneração.